# Jaroslav Polák (judista)
Jaroslav Polák (4. prosince 1937 – 11. července 2025) byl československý a český zápasník–judista. 

## Sportovní kariéra
S judem, resp. její formou sebeobrany v Československu známé jako džiu-džitsu, se začal seznamovat při studiu Střední průmyslové školy elektrotechnické v Jičíně počátkem padesátých let dvacátého století. Kurzy probíhaly pod metodickým dohledem Vladimíra Lorenze z hradeckého judistického oddílu Spartak ZVÚ. Za hradecký klub nastupoval pravidelně od roku 1954.
Na podzim 1957 nastoupil základní vojenskou službu u armádního sportovního družstva (ASD) Dukly v Plzni pod vedením Jiřího Synka. Po návratu do civilu v roce 1959 pracoval jako automechanik. V roce 1964 byl majitelem 3. mistrovského Danu.
V československé reprezentaci se objevil poprvé v roce 1955 v 18 letech. Jeho soutěžní hmotnost se pohybovala mezi 79 až 90 kg (dnešní střední váha). V květnu startoval na svém prvním mistrovství Evropy v Paříži. V soutěži technických stupňů 1. Dan prohrál ve čtvrtfinále s Nizozemcem Janem de Wallem a obsadil dělené 5.–8. místo.
Na děleném 5.–8. místě (porážka ve čtvrtfinále) se na mistrovství Evropy umístil celkem 6×, startoval celkem na sedmi ME – v roce 1957 ho ve čtvrtfinále kategorie bez rozdílu vah zastavil Francouz Bernard Pariset, v roce 1959 ho ve čtvrtfinále střední váhy do 80 kg zastavil západní Němec Alfred Traeder, v roce 1960 ho ve čtvrtfinále střední váhy do 80 kg zastavil ?, v roce 1961 ho ve čtvrtfinále kategorie bez rozdílu vah zastavil Nizozemec Anton Geesink, v roce 1962 ho ve čtvrtfinále těžké váhy nad 80 kg zastavil ?.

### Výsledky
| Turnaj             | Turnaj             | 1955             | 1956         | 1957         | 1958         | 1959         | 1960         | 1961         | 1962         | 1963         | 1964         | 1965         | 1966         |
| Turnaj             | Turnaj             | střední váha     | střední váha | střední váha | střední váha | střední váha | střední váha | střední váha | střední váha | střední váha | střední váha | střední váha | střední váha |
| ------------------ | ------------------ | ---------------- | ------------ | ------------ | ------------ | ------------ | ------------ | ------------ | ------------ | ------------ | ------------ | ------------ | ------------ |
| Olympijské hry     | Olympijské hry     |                  |              |              |              |              |              |              |              |              | —            |              |              |
| Mistrovství světa  | Mistrovství světa  |                  |              |              |              |              |              |              |              |              |              | —            |              |
| Mistrovství Evropy | A:                 |                  |              | úč.          | —            | 5.           | 5.           | —            | 5.           | —            | úč.          | —            | —            |
| Mistrovství Evropy | O:                 | —                | —            | úč.          | —            | 5.           | 5.           | —            | —            | —            |              |              | —            |
| Mistrovství ČSSR   | Mistrovství ČSSR   | 2.               | 4.           | 1.           | 1.           | 1.           | 1.           | 2.           | 1.           | 4.           | 1.           | —            | 1.           |
|                    |                    | bez rozdílu vah  |              |              |              |              |              |              |              |              |              |              |              |
| Olympijské hry     | Olympijské hry     |                  |              |              |              |              |              |              |              |              | —            |              |              |
| Mistrovství světa  | Mistrovství světa  |                  | —            |              | —            |              |              | —            |              |              |              | —            |              |
| Mistrovství Evropy | A:                 | —                |              | 5.           | —            | —            | ?            | 5.           | úč.          | —            | úč.          | —            | —            |
| Mistrovství Evropy | O:                 | —                | —            | 5.           | —            | —            | ?            | 5.           | —            | —            | —            |              | —            |
| Mistrovství ČSSR   | Mistrovství ČSSR   |                  |              | 1.           | 2.           | 1.           | 2.           | —            | —            | —            | —            | —            | —            |
|                    |                    | technické stupně |              |              |              |              |              |              |              |              |              |              |              |
| Mistrovství Evropy | Mistrovství Evropy | 5.               |              | —            | —            | úč.          | ?            | úč.          | —            |              |              |              |              |